# Marek Jagoda
Marek Jagoda (również jako Marek Jera) (ur. 24 marca 1952 w Giżycku) – polski aktor filmowy, telewizyjny i teatralny.

## Życiorys
W 1975 roku został absolwentem Wydziału Aktorskiego PWSFTviT w Łodzi. W latach 1975–1977 występował w Teatrze Ziemi Mazowieckiej w Warszawie, w latach 1977–1979 był aktorem Teatru im. Wojciecha Bogusławskiego w Kaliszu, w latach 1980–1981 w Słupskim Teatrze Dramatycznym. Po 1981 wyjechał do Niemiec, gdzie występował m.in. w teatrach w Akwizgranie, Moers i Oberhausen.

## Spektakle telewizyjne
- 1975: Wieczór trzech króli – strażnik
- 1977: Przed burzą (odc. 4)

## Filmografia
- 1966: Niewiarygodne przygody Marka Piegusa (odc.1)
- 1977: Indeks – Redaktor Januszek
- 1997: Młode wilki 1/2 – „Wieszak”
- 2005–2006: Warto kochać – Johann von Gusen (odc.11,39)
- 2011: Basia z Podlasia – Marek Jagoda, muzyk, sąsiad Stefana
- 2016: Wołyń – oficer Wehrmachtu
- 2016: Kazimierz Leski – feldmarszałek List
- 2017: Belfer 2 – agent służb specjalnych (odc. 2, 8)
- 2018: Kler – herr Gunther Szmidt
- 2019: Kurier